# マリオ・マンジュキッチ
マリオ・マンジュキッチ（Mario Mandžukić、クロアチア語発音: [mâːrio mǎndʒukitɕ]; 1986年5月21日 - ）は、ユーゴスラビア（現・クロアチア）・スラヴォンスキ・ブロド出身の元サッカー選手、現サッカー指導者。元クロアチア代表。現役時代のポジションはフォワードまたはミッドフィールダー。現在はクロアチア代表でズラトコ・ダリッチのアシスタントを務める。

## 経歴

### 初期クラブ経歴
幼少時にドイツで過ごしていた時期があり、シュトゥットガルト近郊のディツィンゲンという町のクラブでサッカーを始めた。その後出身地に戻り、1997年から2003年までNKマルソニアのユース組織に所属した。2005年夏にNKザグレブに移籍。元クロアチア代表監督であるミロスラヴ・ブラジェヴィッチの指導の下で才能を伸ばし、他の多くのクラブから関心を持たれるようになった。

### NKディナモ・ザグレブ
2007年夏、クロアチア内の強豪NKディナモ・ザグレブに、エドゥアルド・ダ・シルヴァの代役として130万ユーロの移籍金で移籍。移籍初年度は29試合出場で12ゴール、11アシストを記録した反面、8枚のイエローカードを受けるという記録も残した。2008-09シーズンは、28試合に出場し16ゴールをあげ、クロアチアリーグ得点王に輝いた。シーズン終了後、ドイツのヴェルダー・ブレーメンから1200万ユーロの移籍金で獲得のオファーがあったが、ディナモは1500万ユーロを要求し破談に終わった。
2009年9月17日のUEFAヨーロッパリーグ、RSCアンデルレヒト戦（ホームで0対2の敗戦）後、試合中の低調なパフォーマンスと、以前に行われたUEFAチャンピオンズリーグ予選、レッドブル・ザルツブルク戦でのレッドカードの責任を問われ、10万ユーロの罰金という高額な懲罰が課された。これはクラブ史上初の経済的懲罰だった。
2010年7月16日、ドイツのVfLヴォルフスブルクへ移籍。移籍金は700万ユーロと報道されている。

### バイエルン・ミュンヘン
12得点を挙げた2011-12シーズンと、UEFA EURO 2012でグループリーグで敗退したものの3試合で3得点した活躍が評価されて、2012年6月27日に1300万ユーロでバイエルン・ミュンヘンに移籍した。
2012-13シーズンはマリオ・ゴメスの控えと思われたものの、ゴメスの怪我もありスタメンに定着しユップ・ハインケスの下でのシーズン三冠に貢献した。2013-14シーズンも前線の軸として活躍しリーグ戦とDFBポカールの二冠に貢献した。しかし、公式戦で次第にスタメンから外れることが多くなり、DFBポカールの決勝のメンバーでも外れることをジョゼップ・グアルディオラが発表し、ロベルト・レヴァンドフスキの獲得もあり退団が確実視された。後に本人はグアルディオラとの確執をほのめかしている。

### アトレティコ・マドリード
2014年7月、バイエルン・ミュンヘンのスポーツディレクター、マティアス・ザマーがアトレティコ・マドリードとバイエルン及びマンジュキッチ本人との間に移籍合意していることを明かした。その後、4年契約でアトレティコに加入することが発表された。背番号は9番。8月22日のスーペルコパ・デ・エスパーニャのレアル・マドリード戦で決勝点を決め、公式戦初得点を記録した。

### ユヴェントス
2015年6月、ユヴェントスFCのマッシミリアーノ・アッレグリがマンジュキッチ獲得の報道を認め、後にユヴェントスFCがマンジュキッチ獲得を正式発表した。契約は4年間で移籍金は1900万ユーロ。背番号はダヴィド・トレゼゲが着用し本人がクロアチア代表でも着用している17番。リーグ戦10ゴールを記録し、リーグ優勝に貢献、コッパ・イタリア、イタリアスーパーカップも制した。
2016-17シーズンからはゴンサロ・イグアインの加入もあり本来のストライカーポジションのほか、中盤の左ウイングとしてもプレーしている。UEFAチャンピオンズリーグ 2016-17準決勝のASモナコ戦セカンドレグではダニエウ・アウヴェスのクロスからヘディングで先制点を決め、ユヴェントスのファイナル進出に貢献した。2017年5月25日、ユヴェントスとの契約を2020年まで延長した。チャンピオンズリーグ決勝のレアル・マドリード戦では同点ゴールを決め、決勝戦において異なるクラブで得点を記録したのはクリスティアーノ・ロナウドに続いて史上二人目の快挙となった。
2017-18シーズン、チャンピオンズリーグ準々決勝レアル・マドリードのホームで行われた2ndレグでは2ゴールの活躍で1-3での勝利の立役者となるも、1stレグで3-0と敗れていたため、準決勝進出はならなかった。
2019-20シーズン、マウリツィオ・サッリ監督が就任したこのシーズンは戦力外となり、公式戦の出場が無かった。

### アル・ドゥハイル
2019年12月24日、カタール・スターズリーグのアル・ドゥハイルSCに移籍することが発表された。2020年7月5日、半年でアル・ドゥハイルを退団した。

### ACミラン
2021年1月18日、ACミランのテクニカルディレクター、パオロ・マルディーニがインタビューにてマンジュキッチ獲得の経緯を語った。翌日の1月19日、ACミランは公式にマンジュキッチ獲得を発表した。
2021年4月27日、ACミランからの退団を発表。
同年9月4日、自身のInstagramで現役引退を発表。

### 代表
2007年11月17日のマケドニア共和国代表戦で代表デビュー。2008年9月10日のイングランド代表戦で初ゴールを決めた。
2012年6月10日のUEFA EURO 2012グループリーグ初戦、アイルランド戦では2得点を挙げ、クロアチアの勝利に貢献した。
2013年11月19日の2014 FIFAワールドカップ・ヨーロッパ予選プレーオフのアイスランド戦では先制点を決めたものの退場処分を受けた。その後ダリヨ・スルナのゴールでクロアチアは本大会出場権を獲得したものの、ブラジルとの開幕戦に出場できなくなった。
2016年6月4日のサンマリノとの親善試合でハットトリックを達成した。
2018 FIFAワールドカップロシア大会準決勝のイングランド戦では延長戦後半に決勝ゴールを決め、クロアチア史上初のワールドカップ決勝進出に貢献。決勝ではアントワーヌ・グリーズマンのフリーキックから、ワールドカップ史上初となる決勝戦でのオウンゴールを献上したが、後半にはウーゴ・ロリスのミスを突きゴールを決めた。しかしフランスに4-2と敗れ、クロアチア史上初のワールドカップ制覇はならなかった。ワールドカップ後の8月14日、クロアチア代表からの引退を表明した。

## 個人成績

### クラブ
2021年05月24日現在
| クラブ                   | シーズン | リーグ                 | リーグ | リーグ | カップ | カップ | UEFA | UEFA | その他 | その他 | 通算 | 通算 |
| クラブ                   | シーズン | リーグ                 | 出場   | 得点   | 出場   | 得点   | 出場 | 得点 | 出場   | 得点   | 出場 | 得点 |
| ------------------------ | -------- | ---------------------- | ------ | ------ | ------ | ------ | ---- | ---- | ------ | ------ | ---- | ---- |
| NKマルソニア             | 2004-05  | ドルガ                 | 23     | 14     | —      | —      | —    | —    | —      | —      | 23   | 14   |
| NKマルソニア             | 通算     | 通算                   | 23     | 14     | —      | —      | —    | —    | —      | —      | 23   | 14   |
| NKザグレブ               | 2005-06  | プルヴァHNL            | 28     | 3      | —      | —      | —    | —    | —      | —      | 28   | 3    |
| NKザグレブ               | 2006-07  | プルヴァHNL            | 23     | 11     | 4      | 3      | —    | —    | —      | —      | 27   | 14   |
| NKザグレブ               | 2007-08  | プルヴァHNL            | —      | —      | —      | —      | 2    | 0    | —      | —      | 2    | 0    |
| NKザグレブ               | 通算     | 通算                   | 51     | 14     | 4      | 3      | 2    | 0    | —      | —      | 57   | 17   |
| NKディナモ・ザグレブ     | 2007-08  | プルヴァHNL            | 29     | 12     | 8      | 5      | 10   | 3    | —      | —      | 47   | 20   |
| NKディナモ・ザグレブ     | 2008-09  | プルヴァHNL            | 28     | 16     | 5      | 5      | 10   | 3    | —      | —      | 43   | 24   |
| NKディナモ・ザグレブ     | 2009-10  | プルヴァHNL            | 24     | 14     | 0      | 0      | 10   | 3    | —      | —      | 37   | 17   |
| NKディナモ・ザグレブ     | 2010-11  | プルヴァHNL            | —      | —      | —      | —      | 1    | 2    | —      | —      | 1    | 2    |
| NKディナモ・ザグレブ     | 通算     | 通算                   | 81     | 42     | 16     | 10     | 31   | 11   | —      | —      | 128  | 63   |
| VfLヴォルフスブルク      | 2010-11  | ブンデスリーガ         | 24     | 8      | 3      | 0      | —    | —    | —      | —      | 27   | 8    |
| VfLヴォルフスブルク      | 2011-12  | ブンデスリーガ         | 32     | 12     | 1      | 0      | —    | —    | —      | —      | 33   | 12   |
| VfLヴォルフスブルク      | 通算     | 通算                   | 56     | 20     | 4      | 0      | —    | —    | —      | —      | 60   | 20   |
| FCバイエルン・ミュンヘン | 2012-13  | ブンデスリーガ         | 24     | 15     | 5      | 3      | 10   | 3    | 1      | 1      | 40   | 22   |
| FCバイエルン・ミュンヘン | 2013-14  | ブンデスリーガ         | 30     | 18     | 4      | 4      | 10   | 3    | 1      | 0      | 45   | 25   |
| FCバイエルン・ミュンヘン | 通算     | 通算                   | 54     | 33     | 9      | 7      | 20   | 6    | 5      | 2      | 88   | 48   |
| アトレティコ・マドリード | 2014-15  | リーガ・エスパニョーラ | 28     | 12     | 3      | 2      | 10   | 5    | 2      | 1      | 43   | 20   |
| アトレティコ・マドリード | 通算     | 通算                   | 28     | 12     | 3      | 2      | 10   | 5    | 2      | 1      | 43   | 20   |
| ユヴェントスFC           | 2015-16  | セリエA                | 27     | 10     | 3      | 0      | 5    | 2    | 1      | 1      | 36   | 13   |
| ユヴェントスFC           | 2016-17  | セリエA                | 34     | 7      | 4      | 1      | 11   | 3    | 1      | 0      | 50   | 11   |
| ユヴェントスFC           | 2017-18  | セリエA                | 32     | 5      | 3      | 1      | 6    | 4    | 1      | 0      | 38   | 10   |
| ユヴェントスFC           | 2018-19  | セリエA                | 25     | 9      | 0      | 0      | 8    | 1    | 0      | 0      | 33   | 10   |
| ユヴェントスFC           | 通算     | 通算                   | 118    | 31     | 11     | 2      | 30   | 10   | 3      | 1      | 162  | 44   |
| アル・ドゥハイルSC       | 2019-20  | スターズリーグ         | 5      | 0      | 1      | 0      | 2    | 1    | 2      | 1      | 10   | 2    |
| アル・ドゥハイルSC       | 通算     | 通算                   | 5      | 0      | 1      | 0      | 2    | 1    | 2      | 1      | 10   | 2    |
| ACミラン                 | 2020-21  | セリエA                | 10     | 0      | 0      | 0      | 1    | 0    | 0      | 0      | 11   | 0    |
| 総通算                   | 総通算   | 総通算                 | 403    | 152    | 48     | 24     | 96   | 34   | 12     | 5      | 559  | 214  |

## 代表歴

### 出場大会
- クロアチア代表
  - 2014 FIFAワールドカップ
  - 2018 FIFAワールドカップ

### 試合数
- 国際Aマッチ 89試合 33得点（2007年-2018年）[20]

| クロアチア代表 | 国際Aマッチ | 国際Aマッチ |
| 年             | 出場        | 得点        |
| -------------- | ----------- | ----------- |
| 2007           | 1           | 0           |
| 2008           | 3           | 1           |
| 2009           | 6           | 0           |
| 2010           | 8           | 1           |
| 2011           | 8           | 3           |
| 2012           | 11          | 4           |
| 2013           | 10          | 4           |
| 2014           | 10          | 4           |
| 2015           | 6           | 3           |
| 2016           | 11          | 9           |
| 2017           | 7           | 1           |
| 2018           | 8           | 3           |
| 通算           | 89          | 33          |

### 得点
| 日時 | 場所           | 相手               | スコア         | 結果 | 大会 |                                       |
| ---- | -------------- | ------------------ | -------------- | ---- | ---- | ------------------------------------- |
| 1.   | 2008年9月10日  | ザグレブ           | イングランド   | 1–3  | 1–4  | 2010 FIFAワールドカップ予選           |
| 2.   | 2010年10月12日 | ザグレブ           | ノルウェー     | 1–1  | 2–1  | 親善試合                              |
| 3.   | 2011年6月3日   | スプリト           | ジョージア     | 1–1  | 2–1  | UEFA EURO 2012予選                    |
| 4.   | 2011年10月11日 | リエカ             | ラトビア       | 2–0  | 2–0  | UEFA EURO 2012予選                    |
| 5.   | 2011年11月11日 | イスタンブール     | トルコ         | 0–2  | 0–3  | UEFA EURO 2012予選                    |
| 6.   | 2012年6月10日  | ポズナン           | アイルランド   | 0–1  | 1–3  | UEFA EURO 2012                        |
| 7.   | 2012年6月10日  | ポズナン           | アイルランド   | 1–3  | 1–3  | UEFA EURO 2012                        |
| 8.   | 2012年6月14日  | ポズナン           | イタリア       | 1–1  | 1–1  | UEFA EURO 2012                        |
| 9.   | 2012年10月16日 | オシエク           | ウェールズ     | 1–0  | 2–0  | 2014 FIFAワールドカップ予選           |
| 10.  | 2013年2月6日   | ロンドン           | 韓国           | 0–1  | 0–4  | 親善試合                              |
| 11.  | 2013年3月22日  | ザグレブ           | セルビア       | 1–0  | 2–0  | 2014 FIFAワールドカップ予選           |
| 12.  | 2013年9月6日   | ベオグラード       | セルビア       | 0–1  | 1–1  | 2014 FIFAワールドカップ予選           |
| 13.  | 2013年11月19日 | ザグレブ           | アイスランド   | 1–0  | 2–0  | 2014 FIFAワールドカップ予選プレーオフ |
| 14.  | 2014年6月18日  | マナウス           | カメルーン     | 3–0  | 4–0  | 2014 FIFAワールドカップ               |
| 15.  | 2014年6月18日  | マナウス           | カメルーン     | 4–0  | 4–0  | 2014 FIFAワールドカップ               |
| 16.  | 2014年9月4日   | プーラ             | キプロス       | 1–0  | 2–0  | 親善試合                              |
| 17.  | 2014年9月4日   | プーラ             | キプロス       | 2–0  | 2–0  | 親善試合                              |
| 18.  | 2015年6月7日   | ヴァラジュディン   | ジブラルタル   | 3–0  | 4–0  | 親善試合                              |
| 19.  | 2015年6月12日  | ザグレブ           | イタリア       | 1–0  | 1–1  | UEFA EURO 2016予選                    |
| 20.  | 2015年11月17日 | ロストフ           | ロシア         | 1–3  | 1–3  | 親善試合                              |
| 21.  | 2016年3月26日  | ブダペスト         | ハンガリー     | 0–1  | 1–1  | 親善試合                              |
| 22.  | 2016年6月4日   | リエカ             | サンマリノ     | 2–0  | 10–0 | 親善試合                              |
| 23.  | 2016年6月4日   | リエカ             | サンマリノ     | 4–0  | 10–0 | 親善試合                              |
| 24.  | 2016年6月4日   | リエカ             | サンマリノ     | 5–0  | 10–0 | 親善試合                              |
| 25.  | 2016年10月6日  | シュコドラ         | コソボ         | 0–1  | 0–6  | 2018 FIFAワールドカップ予選           |
| 26.  | 2016年10月6日  | シュコドラ         | コソボ         | 0–2  | 0–6  | 2018 FIFAワールドカップ予選           |
| 27.  | 2016年10月6日  | シュコドラ         | コソボ         | 0–3  | 0–6  | 2018 FIFAワールドカップ予選           |
| 28.  | 2016年10月9日  | タンペレ           | フィンランド   | 0–1  | 0–1  | 2018 FIFAワールドカップ予選           |
| 29.  | 2016年11月15日 | ベルファスト       | 北アイルランド | 0–1  | 0–3  | 親善試合                              |
| 30.  | 2017年10月6日  | リエカ             | フィンランド   | 1–0  | 1–0  | 2018 FIFAワールドカップ予選           |
| 31.  | 2018年7月1日   | ニジニ・ノヴゴロド | デンマーク     | 1–1  | 1–1  | 2018 FIFAワールドカップ               |
| 32.  | 2018年7月11日  | モスクワ           | イングランド   | 2–1  | 2–1  | 2018 FIFAワールドカップ               |
| 33.  | 2018年7月15日  | モスクワ           | フランス       | 2–4  | 2–4  | 2018 FIFAワールドカップ・決勝         |

## タイトル

### クラブ
NKディナモ・ザグレブ
- プルヴァHNL 2007-08, 2008-09
- クロアチアカップ 2008, 2009

バイエルン・ミュンヘン
- ブンデスリーガ 2012-13, 2013-14
- DFBポカール 2012-13, 2013-14
- DFLスーパーカップ 2012
- UEFAチャンピオンズリーグ 2012-13
- UEFAスーパーカップ 2013
- FIFAクラブワールドカップ 2013

アトレティコ・マドリード
- スーペルコパ・デ・エスパーニャ 2014

ユヴェントス
- セリエA 2015-16, 2016-17, 2017-18, 2018-19
- コッパ・イタリア 2015-16, 2016-17, 2017-18
- スーペルコッパ・イタリアーナ 2015,2018

### 個人
- クロアチアリーグ得点王 2008–09
- クロアチアリーグ最優秀選手 2008–09
- UEFA EURO 2012得点王
- クロアチア年間最優秀選手 2012, 2013